# Bianca Schoenmakers
Bianca Schoenmakers (Eindhoven, 16 april 1982) is een Nederlands springamazone.
Met de paarden Anastasia HDH, Zorianda,  Boss HDH, Dha Dha HDH en Daylight HDH heeft ze internationale successen behaald.
Schoenmakers komt uit een familie van paardenliefhebbers. Op 19-jarige leeftijd kwam ze als springamazone in dienst bij paardenfokker en -handelaar Hans Dings in het Brabantse Heeze. In de loop der jaren won ze vele honderden proeven in de klassen tot 1.55.
In 2013 reed ze haar eerste internationale wedstrijd. Sinds haar internationale debuut heeft ze diverse internationale rubrieken gewonnen, waaronder de Grote Prijzen van het CSI2* Neeroeteren en het CSI2* Samorin.

## Palmares
- 2014 - 1e in de Grote Prijs van Neeroeteren met haar paard Anastacia HDH
- 2014 - 1e in de Grote Prijs van Samorin met haar paard Anastacia HDH